# Heinrich Ernst Göring
Heinrich Ernst Göring (Emmerich am Rhein, 31 de octubre de 1839 - Múnich, 7 de diciembre de 1913) fue un jurista y diplomático alemán. Fue reichskommissar (comisario del Imperio) de África del Sudoeste Alemana (hoy Namibia) y cónsul general en Haití. Además, fue el padre de Hermann Göring,  líder del Partido Nacionalsocialista Obrero Alemán y de Albert Günther Göring.
Fue hijo de Wilhelm Göring (1791-1874) y Caroline María de Neree (1815-1886).